# Royaume-Uni au Concours Eurovision de la chanson 1972
Le Royaume-Uni a participé au Concours Eurovision de la chanson 1972 à Édimbourg, au Royaume-Uni. C'est la 15e participation du Royaume-Uni au Concours Eurovision de la chanson.
La chanson Beg, Steal or Borrow chantée par le groupe The New Seekers a été sélectionnée lors d'une finale nationale, dans l’émission A Song for Europe organisée par la BBC.

## A Song for Europe 1972
La finale a eu lieu le 12 février 1972 et présenté par Cliff Richard.

### Finale
- Diffusé sur BBC Television 12 février 1972

| Artiste                                          | Chanson                       | Place | Points* |
| ------------------------------------------------ | ----------------------------- | ----- | ------- |
| The New Seekers                                  | Out On The Edge Of Beyond     | 3     | 14,645  |
| The New Seekers                                  | Sing Out                      | 5     | 7,412   |
| The New Seekers                                  | Why Can't We All Get Together | 4     | 11,337  |
| The New Seekers                                  | One By One                    | 2     | 27,314  |
| The New Seekers                                  | Songs Of Praise               | 6     | 3,842   |
| The New Seekers                                  | Beg, Steal Or Borrow          | 1     | 62,584  |
| Le tableau suit l'ordre de passage des chansons. |                               |       |         |

Beg, Steal or Borrow a remporté la finale nationale et a terminé deuxième du concours.

## À l'Eurovision
Le Royaume-Uni était le 5e pays lors de la soirée du concours, après l'Espagne est avant la Norvège. À l'issue du vote, le Royaume-Uni a reçu 114 points, se classant 2e sur 18 pays. Il faudrait attendre jusqu'en 1978 pour que le Royaume-Uni ne termine pas dans la première moitié du tableau.

### Points attribués au Royaume-Uni
| 10 points | 9 points                        | 8 points                                     | 7 points                       | 6 points          |
| --------- | ------------------------------- | -------------------------------------------- | ------------------------------ | ----------------- |
| - Norvège | - France - Yougoslavie - Monaco | - Allemagne - Suisse - Luxembourg - Pays-Bas | - Finlande - Autriche - Italie | - Irlande - Suède |
| 5 points  | 4 points                        | 3 points                                     | 2 points                       | 1 point           |
|           | - Portugal - Belgique           |                                              | - Espagne - Malte              |                   |

### Points attribués par le Royaume-Uni
| 10 points | Luxembourg                                     |
| 9 points  | France Pays-Bas                                |
| 8 points  |                                                |
| 7 points  |                                                |
| 6 points  | Malte                                          |
| 5 points  | Allemagne Finlande Yougoslavie Monaco Belgique |
| 4 points  | Irlande Norvège Portugal Suisse                |
| 3 points  | Espagne Autriche Italie Suède                  |
| 2 points  |                                                |